# Indigofera miniata
Indigofera miniata är en ärtväxtart som beskrevs av Casimiro Gómez de Ortega. Indigofera miniata ingår i släktet indigosläktet, och familjen ärtväxter. Inga underarter finns listade i Catalogue of Life.

## Bildgalleri

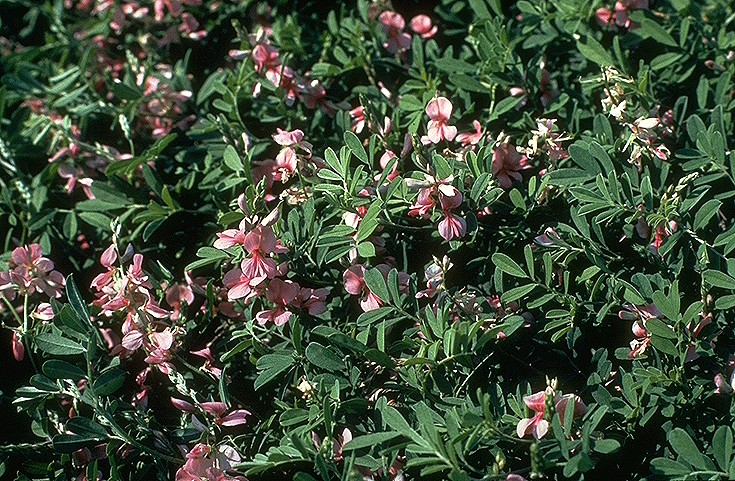